# Guatteria crassipes
Guatteria crassipes är en kirimojaväxtart som beskrevs av Robert Elias Fries. Guatteria crassipes ingår i släktet Guatteria och familjen kirimojaväxter. Inga underarter finns listade i Catalogue of Life.